# 사천군
사천군(泗川郡)은 지금의 대한민국 경상남도 사천시 지역을 관할하던 옛 행정 구역이다. 역사상의 사천은 1914년 일제에 의해 곤양군 등을 통폐합 하기 전의 영역인 현재의 사천시 동부지역으로 그 중심은 지금의 사천읍과 정동면일대이다.

## 유래
사천의 옛 이름은 사물(史勿, 四水)이다. 물가 마을이라는 의미로 여겨진다. 현재의 사천은 중세에 "사가람"이라도 읽히기도 했다. 사천시의 시지역의 옛 이름인 "삼천포(三千浦)"는 고려시대의 조창인 통양창(通陽倉)에서 유래되었다 하는데 이것이 수도인 개경에서 수로(水路)로 삼천리 떨어져서라고도 하고 인근 인구가 3000명이나 될 정도로 많이 모여서 삼천리(三千里)이고 부른 데서 유래돼서라고도 하는데 불분명하다. 조선 초에 왜구의 침공을 방어하기 위해 삼천진(三千鎭)이 설치된 적이 있다. 여담으로 옛 속어 중에 "삼천포로 빠지다"라는 말이 있는데 이것은 경전선 철도에서 옛 진삼선철도가 분기하는 개양역에서 열차를 잘못 타면 삼천포행 열차로 탈 때가 있어서였다. 이 속담 때문에 지역 주민들이 "삼천포"라는 이름을 싫어해 지명 개명요구까지 있었다고 한다.

## 역사
| Daedongyeojido (Gyujanggak) 18-03.jpg | Daedongyeojido (Gyujanggak) 18-02.jpg |
| Daedongyeojido (Gyujanggak) 19-03.jpg | Daedongyeojido (Gyujanggak) 19-02.jpg |

- 사천 늑도(勒島)에서 조개무지등의 청동기 유적이 대거 발굴되었다.
- 가야시대에 사물국(史勿國)이라는 나라가 있었다. 당시에 늑도는 사물국의 관문이자 국제무역항이었다.
- 3세기경에 포상팔국에 가맹해 가야연맹의 맹주였던 금관가야에 대항했다.
- 5세기경에 금관가야가 패망하여 전기 가야가 와해되자 반파국 중심의 대가야에 합류했다.
- 6세기 중반에 가야가 남북으로 분단되자 안라국중심의 남가야에 들어갔다가 559년 신라에 저항없이 합병되었다.
- 신라에 의해 사물현(史勿縣)이 설치되었다.
- 757년 경덕왕 16년에 전국의 행정체제및 행정단위의 명칭을 개혁하면서 사물현을 사수현(泗水縣)으로 개명하고 고성군의 영현이 되었다.
- 995년 고려 성종14년에 산남도의 진주목에 소속되었다.
- 1015년 고려 현종9년 州로 승격되어 사주(泗州)가 되었다.
- 조선시대인 1413년, 태종 13년 현으로 강등당해 사천현(泗川縣)으로 고쳐졌다.
- 1415년 태종 15년 사천진이 설치되어 병마사가 현령을 겸임.
- 1468년 16년 사천진이 폐지되어 병마절제사가 현감을 겸임하였다.
- 1592년 임진왜란 발발.  모리 요시시로(毛利吉城)가 선진리에 왜성을 축조. 5월에 이순신의 전라좌수영 수군이 구루시마 미치유키를 격파하다. 이 해전에서 거북선 첫 데뷔.
- 1598년 사쓰마(薩摩)군 7천명이 명나라 군대 4만을 패퇴시킴. 임진왜란 종료.

### 1895년 이후
- 1895년 23부(府)제로 행정구역이 재편, 진주부 관할 사천군으로 편입되었다.
- 1896년 13도제로 경상남도에 속하였다. 이시기에 옆의 곤양을 합병하였다가 재분할되었다.
- 1912년 진주군 문선면과 고성군 남양면을 편입했다.
- 1914년 4월 1일 진주군 축동면, 부화곡면, 곤양군(昆陽郡)[1]을 사천군으로 통폐합하였다.[2]

| 조선총독부령 제111호 |                |                                                                        |
| 구 행정구역 | 신 행정구역    | 신 행정구역                                                            |
| 사천군 군내면(郡內面) 상지동 일부/선인동 일부/(상주내면)교동 일부/(북면)구암동 일부, 화신동 일부/평례동 일부/정의동 일부/구암동 일부, 화신동 일부/평례동 일부/상지동 일부 | 읍내면(邑內面) | 선인동, 정의동, 평화동                                                 |
| 사천군 북면(北面) 토촌동 일부/구암동 일부/(군내면)정의동 일부/(상주내면)교동 일부/(진주군 축동면)배춘동 일부, 금곡동, 두량동/웅동/관율동 일부/(진주군 가차례면)상동 일부, 장전동/황전동 | 읍내면(邑內面) | 구암리, 금곡리, 두량리, 장전리                                         |
| 사천군 하서면(下西面) 중선동 일부/사주동 일부/청심동 일부/(상주내면)동계동 일부, 청심동 일부/수북동 일부/(상주내면)비석동, 구두동/용당동 일부/사주동 일부/(상서면)유천동 일부, 작사동/육인동/중선동 일부/수북동 일부 | 읍내면(邑內面) | 사주리, 수석리, 용당리, 중선리                                         |
| 사천군 상서면(上西面) 방지리/초전동 일부, 지내동/월성동 일부/초전동 일부/즉천동 일부, 조동/유천동 일부/월성동 일부/(하서면)용당동 일부, 용경동/초전동 일부/죽천동 일부/(중남면)연포동 일부, 월성동 일부/죽천동 일부/초전동 일부/(중남면)연포동 일부                                                                                               | 읍서면(邑西面) | 방지리, 월성리, 유천리, 죽천리, 초전리                                 |
| 사천군 근남면(近南面) 가천동, 사촌동/대산동/(남양면)송암동 일부, 우천동/능화동/독천동, 종천동/소산동, 도동동/병둔동/화전동/예의동/구룡동 | 읍서면(邑西面) | 가천리, 사촌리, 우천리, 종천리, 화전리                                 |
| 사천군 남양면 분계/용양동/송암동 일부 | 읍서면(邑西面) | 계양리                                                                 |
| 사천군 중남면(中南面) 석계동/세암동/용정동 일부/(하남면)마월동 일부, 화계동/연포동 일부/통양동 일부, 신복동/관동/평기동, 여포동/화촌동/신촌동 일부, 온정동/용정동 일부, 조금동/통양동 일부/신촌동 일부 | 읍남면(邑南面) | 석계리, 선진리, 신복리, 신촌리, 온정리, 통양리                         |
| 사천군 하남면(下南面) 금구동/마월동 일부, 신금동/금호동/신청동/금곡동 일부, 봉곡동/금곡동 일부/신덕동 일부, 장송동/신송동/평송동, 개치동/용유동 일부, 주문동/신평동 일부/(남양면)대담동 일부 | 읍남면(邑南面) | 구월리, 금문리, 덕곡리, 송지리, 용치리, 주문리                         |
| 사천군 상주내면(上州內面) 고읍동/동계동 일부, 대곡동, 예수동/동계동 일부, 수청동, 풍정동/옥정동 일부, 화암동/옥정동 일부/(군내면)선인동 일부 | 읍동면(邑東面) | 고읍리, 대곡리, 예수리, 수청리, 풍정리, 화암리                         |
| 사천군 동면(東面) 감곡동/복상동 일부, 소곡동/가곡동/객방동/(고성군 상리면)가슬 일부, 장천동/대산동/복상동 일부, 고자곡동 | 읍동면(邑東面) | 감곡리, 소곡리, 장산리, 학촌리                                         |
| 사천군 수남면(洙南面) 궁지동 일부, 동금동 일부/하향동 일부/벌리동 일부, 벌리동 일부, 남평동/봉전동 일부/(남양면)이치 일부, 사등동/중향동 일부/(고성군 하이면)신덕 일부, 서금동, 신수도동, 강청동/봉전동 일부/(남양면)용두 일부/이치 일부, 중향동 일부/하향동 일부/벌리동 일부, 늑도, 마도동                                                       | 수남면         | 궁지리, 동금리, 벌리, 봉남리, 사등리, 서금리, 신수도리, 용강리, 향촌리 |
| 사천군 수남면(洙南面) 궁지동 일부, 동금동 일부/하향동 일부/벌리동 일부, 벌리동 일부, 남평동/봉전동 일부/(남양면)이치 일부, 사등동/중향동 일부/(고성군 하이면)신덕 일부, 서금동, 신수도동, 강청동/봉전동 일부/(남양면)용두 일부/이치 일부, 중향동 일부/하향동 일부/벌리동 일부, 늑도, 마도동                                                       | 문선면         | 늑도리, 마도리                                                         |
| 사천군 문선면(文善面) 서동 일부/(남양면)대방 일부, 동동 일부/서동 일부/(남양면)각산 일부, 동동 일부/(남양면)동림 일부/(수남면)구평동 일부/용호동 일부/벌리동 일부, 동동 일부/서동 일부/(남양면)각산 일부/대방 일부, 동동 일부/(남양면)각산 일부/(수남면)선지동 일부/구평동 일부/동금동 일부                                                       | 문선면         | 대방리, 동리, 동림리, 서리, 선구리                                     |
| 사천군 남양면(南陽面) 실안/황포동 일부, 미룡/노룡 일부/심포동 일부/(하남면)신평동 일부/신덕동 일부, 심포동 일부/대례 일부/노례 일부, 백운/배천/노례 일부/(하남면)용윤동 일부, 선전/송천/황포동 일부/문화 일부, 지산/벽동/신촌/문화 일부, 좌삼동 일부/동림 일부/용두 일부/(수남면)용호동 일부, 죽내/죽계/문화 일부/좌삼동 일부/(수남면)용호동 일부 | 문선면         | 실안리                                                                 |
| 사천군 남양면(南陽面) 실안/황포동 일부, 미룡/노룡 일부/심포동 일부/(하남면)신평동 일부/신덕동 일부, 심포동 일부/대례 일부/노례 일부, 백운/배천/노례 일부/(하남면)용윤동 일부, 선전/송천/황포동 일부/문화 일부, 지산/벽동/신촌/문화 일부, 좌삼동 일부/동림 일부/용두 일부/(수남면)용호동 일부, 죽내/죽계/문화 일부/좌삼동 일부/(수남면)용호동 일부 | 남양면         | 노룡리, 대포리, 백천리, 송포리, 신벽리, 좌룡리, 죽림리                 |
| 사천군 남양면 금암/이치 일부/(수남면)봉전동 일부, 이곡/물곡/(고성군 하이면)수청 일부/남곡개 일부/봉각 일부, 와룡/(수남면)용호동 일부 | 수남면         | 이치리, 이물리, 와룡리                                                 |
| 곤양군 가리면(加利面) 탑동/가화동 일부/(진주군 축곡면)수거동 일부, 검정동 일부, 제방동/묵곡동 일부/환덕동 일부, 검정동 일부/중항동, 환덕동 일부/본촌동, 갑사동/흥곡동/묵곡동 일부 | 곤양면         | 가화리, 검정리, 묵곡리, 중항리, 환덕리, 흥사리                         |
| 곤양군 동부면(東部面) 남문외동, 대진동, 동정동/서정동/사동 일부/(서부면)방천동 일부/맥사동 일부, 성내동, 포곡동/가전동/송정동 | 곤양면         | 남문외리, 대진리, 서정리, 성내리, 송전리                               |
| 곤양군 서부면(西部面) 금진동 일부, 금진동 일부/내구동, 원동/평촌동, 맥사동 일부, 외구동/방천동 일부/(양포면)오도동 일부/(동부면)사동 일부 | 서포면         | 금진리, 내구리, 무고리, 맥사리, 외구리                                 |
| 곤양군 양포면(兩浦面) 구랑동 일부/조도동 일부, 구소동 일부/두리동, 독소동/다맥동/구소동 일부, 비토동, 염전동/선창동, 자혜동, 조도동 일부/구랑동 일부 | 서포면         | 구랑리, 구평리, 다평리, 비토리, 선전리, 자혜리, 조도리                 |
| 곤양군 소곡면(所谷面) 마곡동, 삼정동, 송림동/(성방면)우교동 일부, 조동/은사동 | 곤명면         | 마곡리, 삼정리, 송림리, 은사리                                         |
| 곤양군 초량면(草梁面) 봉계동/오천동, 용동, 조양리/평촌동, 손량동/삼거리동 일부, 추동 | 곤명면         | 봉계리, 용산리, 조장리, 초량리, 추천리                                 |
| 곤양군 성방면(城方面) 본촌동/우교동 일부, 신흥동 일부, 작팔동/우교동 일부 | 곤명면         | 성방리, 신흥리, 작팔리                                                 |
| 곤양군 곤명면(昆明面) 금성동 일부, 본촌동 일부, 조평동 일부/(진주군 축곡면)연향동 일부, 정곡동/금성동 일부/(성방면)신흥동 일부 | 곤명면         | 금성리, 본촌리, 연평리, 정곡리                                         |
| 진주군 축동면(杒洞面) 길평동/하동 일부, 신기동/양동/배춘동 일부/(가차례면)하동 일부/(사천군 북면)토촌동 일부, 예동/사다동/하동 일부/(가차례면)하동 일부 | 축동면         | 길평리, 배춘리, 사다리                                                 |
| 진주군 부화곡면(夫火谷面) 가산동/학수동/하구동 일부/반룡동 일부, 구호동/하구동 일부, 반룡동 일부/신촌동/관동, 성산동/탑동 | 축동면         | 가산리, 구호리, 반룡리, 탑리                                           |
11면 - 읍내면, 읍동면, 읍서면, 읍남면, 남양면, 수남면, 문선면, 축동면, 곤양면, 서포면, 곤명면
- 1918년 7월 수남면, 문선면을 삼천포면으로 통합하였다. (10면)[3]
- 1925년 읍내면을 사천면으로 개칭하였다.
- 1931년 4월 1일 읍동면을 정동면으로, 읍서면을 사남면으로, 읍남면을 용현면으로 각각 개칭하였다.[4]
- 1931년 11월 1일 삼천포면이 삼천포읍으로 승격하였다.[5] (1읍 9면)
- 1956년 7월 8일 삼천포읍과 남양면을 관할로 삼천포시(三千浦市)가 설치되어 사천군에서 분리되었다.[6] 사천면을 사천읍으로 승격하였다.[7] (1읍 7면)
- 1983년 2월 15일 곤양면 가화리 일부를 진양군 내동면에 편입, 서포면 무고리, 맥사리를 곤양면에 편입하였다.[8]
- 1995년 5월 10일 삼천포시 일원과 사천군 일원을 사천시로 통폐합하였다.[9]